# Behavior Therapy
Behavior Therapy (traducido como Terapia de la conducta) es una revista académica bimestral revisada por pares que cubre el campo de la psicología y de la terapia de la conducta. Fue fundada en 1970 y es publicada por la editorial Elsevier, de Países Bajos. El redactor jefe es Denise M. Sloan, de la Facultad de Medicina de la Universidad de Boston (Boston University School of Medicine). 
Según el índice Journal Citation Reports, la revista tuvo en 2017 un factor de impacto de 3,228 enteros.